# 심동섭
심동섭(沈東燮, 1991년 9월 20일 ~ )은 전 KBO 리그 KIA 타이거즈의 투수이다.

## 아마추어 시절
광주제일고등학교를 졸업한 뒤 2010년 신인 드래프트에서 1억 8,000만원의 계약금을 받고 KIA 타이거즈에 입단하였다.

## KIA 타이거즈시절

### 2010년시즌
1군에서 5경기에 등판했다.

### 2011년시즌
57경기에 등판해 55.1이닝, 2점대 평균자책점, 3승 1패, 7홀드, 2세이브를 거뒀다. 준플레이오프 2경기에 등판해 무실점을 기록했다.

### 2012년시즌
2월 22일에 어깨 부상을 당했다. 하지만 시즌 개막 엔트리에 등록됐다. 주축 선수들이었던 양현종, 호라시오 라미레스의 부상과 5선발로 내정됐던 박경태의 부진으로 그가 임시 5선발로 역할을 소화하려 했으나 팔꿈치 통증을 호소해 수술을 받았다. 시즌 10경기에 등판해 2패, 1홀드, 6점대 평균자책점을 기록했다.

### 2013년시즌
7월 31일, 1년만에 등판한 그는 좌완 원 포인트로 활동했다. 28경기에 등판해 25이닝 3홀드, 3점대의 평균자책점을 기록했다.

### 2014년시즌
수술로 인해 부진을 겪었다. 45.2이닝, 5점대 평균자책점, 28볼넷을 기록하며 제구에 기복이 있었다.

### 2015년시즌
팀 내 최다 홀드이자 데뷔 후 개인 최다 홀드인 21홀드를 기록했다. 69경기에 등판해 3승 1패, 1세이브를 기록했으나 57.1이닝 35실점, 5점대 평균자책점으로 부진했다.

## 별명
- 위기 상황에서 제대로 대처하지 못해 더 큰 위기를 불러일으키는 경우가 많아 '심지동섭'이라고 불린다.

## 등번호
- '36' - (2010년 ~ 2012년)
- '55' - (2013년 ~ 2014년)
- '1' - (2015년 ~ 2021년)

## 에피소드
- MBC의 예능 프로그램이었던 무한도전에서 정준하와 맞대결을 해 풀 카운트까지 가서 겨우 삼진 처리했다.

## 출신 학교
- 광주화정초등학교
- 광주충장중학교
- 광주제일고등학교

## 통산 기록
| 연도 | 팀명  | 평균자책점 | 경기 | 완투 | 완봉 | 승 | 패 | 세 | 홀 | 승률  | 타자 | 이닝  | 피안타 | 피홈런 | 볼넷 | 사구 | 탈삼진 | 실점 | 자책점 |
| ---- | ----- | ---------- | ---- | ---- | ---- | -- | -- | -- | -- | ----- | ---- | ----- | ------ | ------ | ---- | ---- | ------ | ---- | ------ |
| 2010 | KIA   | 6.75       | 5    | 0    | 0    | 0  | 0  | 0  | 1  | 0.000 | 13   | 2.2   | 3      | 0      | 2    | 0    | 0      | 2    | 2      |
| 2011 | KIA   | 2.77       | 57   | 0    | 0    | 3  | 1  | 2  | 7  | 0.750 | 237  | 55.1  | 37     | 1      | 31   | 4    | 67     | 21   | 17     |
| 2012 | KIA   | 6.23       | 10   | 0    | 0    | 0  | 2  | 0  | 1  | 0.000 | 86   | 17.1  | 22     | 2      | 13   | 0    | 10     | 17   | 12     |
| 2013 | KIA   | 3.24       | 28   | 0    | 0    | 0  | 2  | 0  | 3  | 0.000 | 118  | 25    | 20     | 1      | 19   | 4    | 27     | 13   | 9      |
| 2014 | KIA   | 5.52       | 57   | 0    | 0    | 1  | 5  | 4  | 9  | 0.000 | 209  | 45.2  | 44     | 3      | 28   | 3    | 46     | 30   | 28     |
| 2015 | KIA   | 5.02       | 69   | 0    | 0    | 3  | 1  | 1  | 21 | 0.750 | 257  | 57.1  | 47     | 7      | 43   | 3    | 71     | 35   | 32     |
| 2016 | KIA   | 6.45       | 54   | 0    | 0    | 5  | 2  | 1  | 13 | 0.714 | 182  | 37.2  | 45     | 5      | 21   | 4    | 33     | 30   | 27     |
| 2017 | KIA   | 5,68       | 52   | 0    | 0    | 2  | 2  | 2  | 11 | 0.500 | 233  | 50.2  | 64     | 6      | 21   | 0    | 50     | 34   | 32     |
| 2018 | KIA   | 6.35       | 7    | 0    | 0    | 0  | 0  | 0  | 1  | -     | 27   | 5.2   | 7      | 0      | 3    | 0    | 5      | 4    | 4      |
| 통산 | 9시즌 | 4.93       | 339  | 0    | 0    | 14 | 15 | 10 | 67 | 0.483 | 1362 | 297.1 | 289    | 25     | 181  | 18   | 309    | 186  | 163    |